# Darius Labanauskas
Darius Labanauskas (* 26. Juli 1976 in Kaunas, Litauische Sozialistische Sowjetrepublik) ist ein litauischer Dartspieler. Sein Spitzname lautet Lucky D. Als Einlaufmusik benutzt er Infinity 2008 von Guru Josh Project.

## Karriere
Labanauskas begann im Jahr 2004 mit dem Dartspielen. Von 2006 an spielte er in den Turnieren der BDO. Zunächst spielte er jedoch nur in Turnieren der baltischen Staaten. Zum ersten Mal stach er beim WDF Europe Cup 2012 hervor, als er überraschend mit seinem Landsmann Arunas Ciplys das Finale erreichte, jedoch den Niederländern Jan Dekker und Christian Kist unterlag.
2015 gab Labanauskas sein Debüt bei der BDO-Weltmeisterschaft, verlor aber mit 1:3 in der ersten Runde gegen Robbie Green. Jedoch warf er mit einem 167er-Finish das höchste Checkout des Turniers.
2017 kam Labanauskas ins Viertelfinale der BDO-WM, unterlag jedoch Glen Durrant mit 2:5. Im Jahr 2018 qualifizierte sich Labanauskas über die PDC Nordic & Baltic Pro Tour für die the PDC World Darts Championship 2019. Dort besiegte er in der zweiten Runde den Ex-Weltmeister Raymond van Barneveld.
Über die PDC Pro Tour Order of Merit qualifizierte sich Labanauskas für die PDC World Darts Championship 2022. Hierbei glänzte er in Runde eins gegen seinen Gegner Mike De Decker mit einem Nine dart finish zum 1:0 in Sätzen. Es sollte jedoch sein einziger Satz bleiben: Labanauskas verlor mit 1:3.
Zum Ende der Saison 2023 stand Labanauskas nur noch auf Rang 74 der PDC Order of Merit, womit er seine Tour Card verlor. Daraufhin stieg Labanauskas bei der Q-School 2024 direkt in der Final Stage ein. In dieser erspielte er sich vier Punkte, die aber nicht für eine Tour Card ausreichten.
Ende Mai gewann Labanauskas das WDF-Turnier der Kaunas Open. Mit 5:0 setzte er sich dabei deutlich im Finale gegen den Italiener Massimo Alfieri durch. Ende September war Labanauskas Teil des litauischen Teams beim WDF Europe Cup 2024. Sein Team erreichte dabei jedoch lediglich einen Sieg. Auch im Doppel mit Mindaugas Baršauskas erreichte er nur die zweite Runde. Im Einzel hingegen ging es für Labanauskas bis ins Achtelfinale, wo er jedoch mit 3:4 László Kádár unterlag. Kurz darauf gewann Labanauskas die Latvian Open. Im Finale besiegte er dazu Jonas Masalin aus Finnland mit 6:2.
Außerdem spielte Labanauskas die Challenge Tour, wo er zwei Halbfinale und drei weitere Viertelfinale erreichte, sodass er die dazugehörige Rangliste auf Rang 16 abschloss. Als Zweitplatzierter der PDC Nordic & Baltic Tour 2024 qualifizierte er sich Ende August außerdem für die PDC World Darts Championship 2025, wo er allerdings schon in der 1. Runde ausschied.
Bei der Q-School 2025 durfte Labanauskas daraufhin in der Final Stage starten. Er erspielte sich insgesamt vier Punkte für die Rangliste, was für den Rückgewinn der Tour Card jedoch nicht ausreichte.

## Titel

### WDF
- Silber-Turniere
  - Latvian Open: (1) 2024

### PDC
- Secondary Tour Events
  - PDC Challenge Tour
    - PDC Challenge Tour 2025: 4, 7, 8

## Weltmeisterschaftsresultate

### BDO
- 2015: 1. Runde (1:3-Niederlage gegen Robbie Green)
- 2016: Vorrunde (1:3-Niederlage gegen Seigo Asada)
- 2017: Viertelfinale (2:5-Niederlage gegen Glen Durrant)
- 2018: 1. Runde (2:3-Niederlage gegen Scott Mitchell)

### PDC
- 2019: 3. Runde (0:4-Niederlage gegen  Adrian Lewis)
- 2020: Viertelfinale (2:5-Niederlage gegen  Michael van Gerwen)
- 2021: 2. Runde (3:2-Niederlage gegen  Simon Whitlock)
- 2022: 1. Runde (1:3-Niederlage gegen  Mike De Decker)
- 2023: 2. Runde (1:3-Niederlage gegen  Ross Smith)
- 2025: 1. Runde (1:3-Niederlage gegen  Ryan Joyce)